# Ezequiel Uricoechea
Ezequiel Uricoechea (Bogotà, 10 d'abril de 1834 - Beirut, 28 de juliol de 1880) va ser un lingüista i científic colombià. Fou un dels pioners de la lingüística hispànica i es considera que va ser el primer científic colombià.

## Biografia
Ezequiel Uricoechea era el fill de José María Uricoechea, un dels herois de la guerra d'independència, i de Mariana Rodriguez y Moreno, la neta del reformador del sistema educatiu: Francisco Moreno y Escandón. Ezequiel Uricoechea va engegar els seus estudis de medicina a la Universitat Yale (Estats Units) i després a la Universitat de Gotinga a Alemanya. Durant 3 anys va viatjar per diverses universitats europees per a ampliar i millorar els seus coneixements en filologia, lingüística, humanisme i diverses altres ciències.
El 1857 Uricoechea va tornar a Colòmbia i va ingressar com a professor de química i mineralogia al Col·legi Major de Bogotà.
Va fundar el 1875 la Societat de Naturalistes Colombians.
El 1880 va emprendre un viatge a Àsia per mor d'aguditzar els seus coneixements sobre diversos dialectes àrabs, però caigué malalt a Damasc. Malgrat el seu trasllat a Beirut per a refer-se en salut va morir en aquella ciutat amb només 46 anys.

## Obres
- Antigüedades neogranadinas (1854)
- Mapoteca colombiana (1860)
- Gramática, vocabulario, catecismo y confesionario de la lengua chibcha, según antiguos manuscritos anónimos e inéditos (1871)
- El alfabeto fonético de la lengua castellana (1872)
- Vocabulario páez-castellano (1877)
- Apéndice a la gramática, catecismo y vocabulario de la lengua goajira escrit amb Rafael Calderón (1878)